# Une mort très douce
Une mort très douce est un court récit autobiographique de Simone de Beauvoir, publié en 1964, qui décrit comment l'auteure a vécu les derniers mois de la vie de sa mère auprès d'elle. D'après Sartre, ce livre est le meilleur qu'elle ait écrit.
 (octobre 2019).
- Si vous ne connaissez pas le sujet, laissez ce bandeau (vous pouvez alors contacter les auteurs).
- Si vous supprimez le contenu mis en cause (vous pouvez préalablement contacter les auteurs),

argumentez précisément cette suppression dans la page de discussion
(un manque de référence n'est pas un argument ; une recherche réelle de référence doit avoir été effectuée, être formellement documentée).

## Résumé
Françoise de Beauvoir tombe dans sa salle de bains et se fracture le col du fémur. Elle est transportée à l'hôpital. Pendant sa convalescence, elle montre des signes de fatigue et de dégoût pour la nourriture. Rapidement, les médecins détectent un cancer de l'intestin grêle qui se révèle foudroyant. Durant trois mois, Simone de Beauvoir et sa sœur Hélène vont se relayer au chevet de leur mère et assister à ses derniers moments.

## Genre
Simone de Beauvoir fait de son texte un mélange de genres: de l’autobiographie, la biographie, le documentaire, le journal intime et des modalités de la fiction. Les frontières entre la fiction et la non-fiction se retrouvent brouillées. L’auteure considère elle-même que tout évènement qu’on écrit est toujours partiellement - si ce n’est majoritairement - recréé. Pourtant, Beauvoir établit d’emblée un pacte d’authenticité avec son lecteur, certes dans la mesure du possible. Ricœur rejoint Beauvoir dans cette perception de la littérature comme portant une fonction épistémologique - la littérature comme laboratoire de la pensée. Dans Une mort très douce, c’est surtout un journal intime qui domine la forme narrative, un récit au jour le jour qui donne l'illusion d’une reproduction directe des évènements. Simone de Beauvoir a une triple identité : celle d’auteure, de personnage principal et de narratrice.

## Thèmes
- Si vous ne connaissez pas le sujet, laissez ce bandeau (vous pouvez alors contacter les auteurs).
- Si vous supprimez le contenu mis en cause (vous pouvez préalablement contacter les auteurs),

argumentez précisément cette suppression dans la page de discussion
(un manque de référence n'est pas un argument ; une recherche réelle de référence doit avoir été effectuée, être formellement documentée).

### La relation mère-fille
Certains postulent que ce roman porte en lui en réalité un matricide sous-jacent par le biais duquel l’auteure va rompre avec la puissance phallique exercée par sa mère,. Simone de Beauvoir reconsidère sa famille et le rôle qu'elle y a joué ; elle est une écrivaine déjà connue et économiquement privilégiée : elle a dû soutenir financièrement sa mère. Elle y évoque les réactions de celle-ci, très attachée aux valeurs bourgeoises, face à son œuvre et à sa vie d’auteure engagée.
Pourtant, ce texte raconte aussi l’évolution, certes un peu tardive, d’une relation mère-fille auparavant tendue. Les Beauvoir, mère et fille, finissent par comprendre et accepter les différentes perspectives qu’elles partagent. Par exemple, la mère arrête de prononcer ce discours racial et politique propre à sa classe de bourgeoise qui enrageait sa fille et cette dernière sympathise avec la première. Nous observons un rapprochement voire une fusion entre la narratrice et sa mère mourante. Avant que Françoise de Beauvoir ne meure, l’auteure semble presque heureuse, fière, de voir sa mère se révolter contre la mort, d’aimer la vie parce que ceci permet de la rapprocher de cet être envers qui elle a été longtemps indifférente voire hostile.

### La perte de soi
Le roman s’ouvre sur une présence affirmée de Simone de Beauvoir en tant que sujet (nous soulignons) :  
« […] je me trouvais à Rome, dans ma chambre de l’hôtel Minerva; je devais rentrer chez moi le lendemain par avion et je rangeais des papiers quand le téléphone a sonné. »
L’assurance philosophique d’a priori est renversée par l’accident qui arrive à la mère de l’auteure. La présence du « je » du début se défait progressivement au cours du texte et finalement laisse place à une présence autre. La fusion mère-fille atteint son paroxysme dans ce moment dramatique du récit :[Passage problématique]
« […] Je parlai à Sartre de la bouche de ma mère, telle que je l’avais vue le matin et de tout ce que j’y déchiffrais : une gloutonnerie refusée, une humilité presque servile, de l’espoir, de la détresse, une solitude - celle de sa mort, celle de sa vie - qui ne voulait pas s’avouer. Et ma propre bouche, m’a-t-il dit, ne m’obéissait plus : j’avais posé celle de maman sur mon visage et j’en imitais malgré moi les mimiques. Toute sa personne, toute mon existence s’y matérialisent et la compassion me déchirait. »
C’est un autre « je » qui s’affirme. La perte de la voix de la narratrice pour porter une autre voix conduit à une perte de soi. La narratrice est donc possédée par une autre qui est sa mère mourante ; sa mère s’incarne en elle, comme pour refuser sa propre mort et s’éterniser dans sa fille alors que c’est finalement Beauvoir qui est dans ce refus de la mort imminente.[Passage problématique]

### La mort
Le thème de la mort a toujours fait l’objet des réflexions de Simone de Beauvoir[réf. souhaitée], depuis qu’elle a pris conscience de sa propre mortalité. Ce leitmotiv de la mort revient d’autant plus quand elle perd sa foi.[Passage problématique] Il en est de même dans Une mort très douce dans lequel l’auteure existentialiste féministe exploite la chute aiguë de sa mère dans une maladie fatale pour se questionner sur la mort. La mort est évoquée du point de vue de la narratrice athée et de sa mère croyante. Dans ce récit, l’auteure expose son angoisse, sa souffrance et sa solitude face à la mort de la figure maternelle. Beauvoir semble projeter à différents moments ses propres craintes sur sa mère qu’elle décrit comme : "[…] farouchement accrochée à la terre et [qui] avait de la mort une horreur animale . Par moments, la narratrice laisse percer une violence masquée envers sa mère, des reproches qui restent informulés. Elle blâme probablement sa mère qui l’oblige involontairement à considérer son propre sort de mortelle. Ceci nous pousse à nous questionner sur le titre : ce titre qui suggère une idée de sérénité, de mort acceptée, détourne-il le lecteur de la réalité ? Pour qui cette mort a-t-elle été douce ? Françoise de Beauvoir ou sa fille aînée ? Ou est-ce une ironie sur notre sort de mortels universel ?

### La solitude
Beauvoir exprime une peur de la solitude dans son récit. Elle avoue organiser son emploi de temps de façon qu’elle n’ait pas une minute de libre dans sa journée. C’est une attitude pascalienne que nous détectons ici[Passage problématique] ; le divertissement pascalien est pratiqué et reconnu par l’auteure qui redoute sa seule compagnie. Elle se dévoile dans toute cette solitude qui n’ébranle pourtant pas sa foi en l’Homme et son amour pour la vie. Et c’est bien ça qui la révolte et la pousse à  déclarer (p. 152)[style à revoir] : 
« Il n'y avait pas de mort naturelle : rien de ce qui arrive à l'homme n'est jamais naturel puisque sa présence met le monde en question. Tous les hommes sont mortels : mais pour chaque homme sa mort est un accident et, même s'il la connait et y consent, une violence indue. »

### Le corps
Beauvoir explore cette animalité qui réside en l’homme ; c’est qu’elle exprime une fascination, un dégoût envers ce corps agonisant, trop humain, trop présent, avec qui elle partage un lien sanguin. C’est surtout la conscience de la nudité du sexe de sa mère qui la perturbe[Passage problématique]. Elle, qui a longtemps sacralisé le désir et les pulsions, est choquée par ce corps censé représenter les interdits et les tabous, qui meurt comme il a accouché ; dans la douleur. Cet être maternel si longtemps mythifié, devient à la fois étranger et familier et suscite en la narratrice cette « violence de son déplaisir ».

### Le monde médical
L'auteure réfléchit dans ce contexte sur l'euthanasie et l'acharnement thérapeutique : elle sait sa mère condamnée mais reste impuissante et indécise devant les médecins qui exercent une tyrannie sur leur malade que seule la guérison pourrait justifier. L’individualité de sa mère est annulée à cause de la technologie médicale qui refuse l’euthanasie et maintient l’être, désormais déshumanisé, dans cet état de souffrance ineffablement injuste.
Beauvoir fait de son récit une réflexion sur la condition de la femme dans le corps médical. Elle est indignée mais se retrouve obligée de se résigner à ses observations. Elle remarque d’une part, les conditions de travail des infirmières qui sont méprisées et reléguées aux tâches dépréciées et marginalisées du savoir des médecins :
« […] liées à leur malade par la familiarité des corvées, pour celle-ci humiliantes, pour elles (les infirmières) répugnantes, l’intérêt qu’elles lui témoignaient avait au moins les apparences de l’amitié »
D’autre part, elle note le mépris des docteurs pour cette femme âgée et leur manque de compassion :
« [les docteurs] se penchaient de très haut sur cette vieille femme mal peignée, un peu hagarde ; des messieurs. Je reconnaissais cette futile importance : celle des magistrats des assises en face d’un accusé qui joue sa tête. «Vous vous prépariez de bons petits plats ?» »
Toute la tension dramatique de ce récit, communiquée par le titre, réside dans le fait que la mort de cette mère aurait pu être douce, n’étaient-ce les médecins qui choisissent de prolonger le temps de la douleur physique et morale, d’intensifier l’humiliation de Françoise de Beauvoir dont la douleur devient un spectacle que l’auteure supporte péniblement.

## Citations
- « On lui apprit à serrer elle-même étroitement ses sangles. En elle subsistait une femme de sang et de feu : mais contrefaite, mutilée et étrangère à soi. »
- « Sa maladie avait fracassé la carapace de ses préjugés et de ses prétentions : peut-être parce qu'elle n'avait plus besoin de ces défenses. »
- « Parfums, fourrures, lingeries, bijoux : luxueuse arrogance d'un monde où la mort n'a pas sa place; mais elle était tapie derrière cette façade, dans le secret grisâtre des cliniques, des hôpitaux, des chambres closes. »
- « C'est connu le pouvoir des objets : la vie s'y pétrifie, plus présente qu'en aucun de ses instants. »